# Juano Hernández
Huano G. Hernández (ur. 19 lipca 1896 albo 19 lipca 1901 w San Juan, zm. 17 lipca 1970 roku tamże) − portorykański aktor filmowy.